# Pia Oscarsson
Pia Ulrika Oscarsson, född 7 augusti 1956 i Danderyd, är en svensk skådespelare.

## Biografi
Oscarsson är kusinbarn till Per Oscarsson, vilket var en bidragande orsak till att hon ville bli skådespelare. Hon började vid Vår Teaters barnverksamhet och därefter fortsatte hon 1978 vid Riksteatern och följande år vid Stockholms Stadsteater. 1983 engagerades hon vid Norrbottensteatern och har senare varit frilansare. Under 1980-talet vidareutbildade hon sig vid Kulturama och Scenskolan i Stockholm.
På TV och film är hon mest känd för rollen som Karin Toivonen i TV-serien Skilda världar (1996-2002). För en yngre publik blev hon 1995 också känd för rollen som tidsresenären fru Dito i några "sidoavsnitt" av julkalendern Jul i Kapernaum.
Hon var tidigare gift med regissören Leif Lindblom, och har med honom dottern Niki Lovild.

## Filmografi
- 1985 – Rädda Joppe – död eller levande (TV-serie)
- 1986 – Demoner
- 1987 – Råsopen (TV-film)
- 1988 – Clark Kent (TV-serie)
- 1989 – Glenn och Gloria
- 1989 – Tre kärlekar (TV-serie)
- 1991 – Barnens detektivbyrå (TV-serie)
- 1991 – Blå dunster
- 1991 – Den ofrivillige golfaren
- 1992 – Första kärleken (TV-serie)
- 1994 – Fallet Paragon (TV-serie)
- 1994 – Min vän Percys magiska gymnastikskor (TV-serie)
- 1995 – Anmäld försvunnen (TV-serie)
- 1995 – Jul i Kapernaum (TV-serie)
- 1996–2002 – Skilda världar (TV-serie)
- 1999 – Nya lögner
- 2000 – Falkenswärds möbler (TV-serie)
- 2006 – Wallander – Den svaga punkten
- 2006 – Final Curtain Call (kortfilm)
- 2009 – Beck – Levande begravd
- 2017 – Syrror (TV-serie)
- 2018 – Morden i Sandhamn (TV-serie)
- 2019 – Heder (TV-serie)
- 2021 – Det som göms i snö (TV-serie)
- 2022 – Kärlek & anarki (TV-serie)

## Teater

### Roller (ej komplett)
| År   | Roll   | Produktion                                | Regi              | Teater                 |
| ---- | ------ | ----------------------------------------- | ----------------- | ---------------------- |
| 1979 | En alf | En midsommarnattsdröm William Shakespeare | Göran O. Eriksson | Stockholms stadsteater |
| 1983 |        | Tiden börjar på nytt Torbjörn Säfve       | Jarl Lindblad     | Norrbottensteatern     |

### Fotnoter
1. 1 2 3 4  ”Pia Oscarsson”. Svensk Filmdatabas. http://www.sfi.se/sv/svensk-filmdatabas/Item/?type=PERSON&itemid=165682&iv=OVERVIEW. Läst 19 augusti 2012.
2. ↑  Per Allan Olsson (12 oktober 1983). ”Norrbottensteatern i samepjäs: Ett uppror på avgrundens rand”. Dagens Nyheter:  s. 20. https://arkivet.dn.se/tidning/1983-10-12/277/20. Läst 11 maj 2024.